# Andrzej Małach

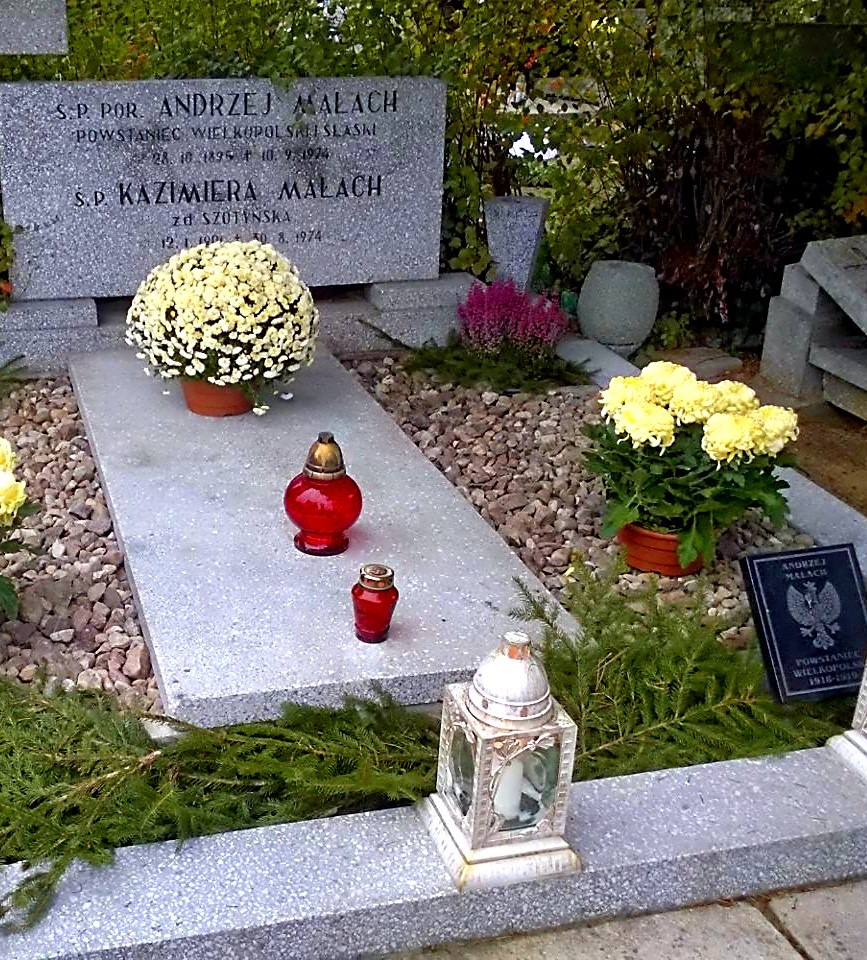
Grób Andrzeja Małach na Cmentarzu Junikowo w Poznaniu

Andrzej Małach (ur. 28 października 1895 w Rogoźnie, zm. 10 września 1974 w Poznaniu) – polski działacz niepodległościowy, uczestnik strajku szkolnego 1906/7, powstaniec wielkopolski i śląski, konspirator i działacz organizacji polskich Nadrenii, Westfalii i Berlina.

## Życiorys
Pochodził z rodziny mieszczańskiej, był synem Franciszka i Marianny. Od 1902 do 1910 roku uczęszczał do Szkoły Podstawowej i Szkoły Ćwiczeń przy Seminarium Nauczycielskim w Rogoźnie. W roku 1906/7 brał czynny udział w strajku szkolnym będącym odpowiedzią na usunięcie przez władze zaborcze języka polskiego ze szkolnictwa. Od 1910 do czerwca 1913 pracował jako pracownik fizyczny w fabrykach w Rogoźnie a od 1917 roku w Westfalii (Niemcy). W latach 1917/18 pracował w fabrykach w Berlinie jako pracownik fizyczny oraz konspiracyjnie w organizacjach polskich. Ścigany przez policję za działania antyniemieckie wyjechał w sierpniu 1918 roku do Rogoźna.
W okresie od września do grudnia 1918 roku brał udział w oddziale POW w Rogoźnie w pracach przygotowujących Powstanie Wielkopolskie. W dniu 1 stycznia 1919 wstąpił do oddziałów powstańczych miasta Rogoźna biorąc udział w oswobodzeniu Rogoźna, Czarnkowa, Chodzieży, Romanowa pod dowództwem Antoniego Biskupskiego. Brał udział w ciężkich walkach o zdobycie Chodzieży oraz pod Szubinem i Rynarzewem. W oddziałach powstańczych brał udział na froncie północno-zachodnim do 23 lipca 1919 roku a po sformułowaniu 4 pułku Strzelców Wielkopolskich przeszedł do służby garnizonowej ze względu na swoje inwalidztwo. Zwolniony z wojska polskiego z dniem 28 listopada 1920. 3 czerwca 1921 roku wstąpił do górnośląskich oddziałów powstańczych, biorąc udział w akcjach na froncie północno-zachodnim (Lubliniec, Dobrodzeń, Tarnowskie Góry) w Oddziałach Grupy Nowak. Zwolniony z szeregów powstańczych z dniem 7 lipca 1921.
W lipcu 1922 objął posadę sekretarza w Seminarium Nauczycielskim w Rogoźnie, przeniesiony z dniem 1 października 1931 roku na równorzędne stanowisko do Państwowej Szkoły Ogrodniczej w Poznaniu a z dniem 31 października 1932 roku do Kuratorium Okręgu Szkolnego Poznańskiego, gdzie pracował z przerwą okupacyjną do 31 sierpnia 1962 roku tj. do chwili przejścia na emeryturę. W latach międzywojennych pracował społecznie jako współorganizator i długoletni członek zarządu i prezes Związku Inwalidów w Rogoźnie, współorganizator i długoletni członek Zarządu Koła Związku Powstańców Wielkopolskich w Rogoźnie oraz długoletni członek zarządu i skarbnik Koła Czwartaków Powstańców Wlkp. w Poznaniu.
W chwili wkraczania w 1939 roku wojsk niemieckich do Poznania, zniszczył całe archiwum Koła Związku Powstańców Wielkopolskich, co uratowało wielu Powstańców Wielkopolskich przed represjami w trakcie okupacji niemieckiej. Dnia 2 grudnia 1939 r. został wysiedlony wraz z rodziną przez okupanta niemieckiego do Ostrowca Świętokrzyskiego w Generalnym Gubernatorstwie, gdzie pracował jako tłumacz w Związku Inwalidów Wojennych a następnie w sklepie spożywczym jako ekspedient. Po zakończeniu II wojny światowej pracował społecznie jako członek Zarządu Grupy Powstańców Śląskich w Poznaniu a następnie jako członek Komisji Środowiskowej Powstańców Śląskich przy Zarządzie Okręgu ZBoWiD w Poznaniu, od sierpnia 1962 roku pracował społecznie w Wojewódzkim Komitecie Społecznego Funduszu Budowy Szkół.
Został pochowany na cmentarzu Junikowo w Poznaniu

## Życie prywatne
Był żonaty z Kazimierą z domu Szotyńską (1901–1974). Mieli troje dzieci: córkę Eugenię (1924–2008) oraz synów Zdzisława (ur. 1930-2020) i Zbigniewa (ur. 1934).

## Odznaczenia
- Krzyż i Medal Niepodległości
- Order Odrodzenia Polski
- Krzyż Zasługi
- Krzyż Zasługi
- Wielkopolski Krzyż Powstańczy[2]
- Śląski Krzyż Powstańczy.